# 2013-as Formula–1 kínai nagydíj
A kínai nagydíj volt a 2013-as Formula–1 világbajnokság harmadik futama, amelyet 2013. április 12. és április 14. között rendeztek meg a kínai Shanghai International Circuiten, Sanghajban.

## Szabadedzések

### Első szabadedzés
A kínai nagydíj első szabadedzését április 12-én, pénteken délelőtt tartották.
| helyezés | versenyző           | csapat/motor         | elért idő | különbség | futott kör |
| -------- | ------------------- | -------------------- | --------- | --------- | ---------- |
| 1        | Nico Rosberg        | Mercedes             | 1:36,717  | -         | 21         |
| 2        | Lewis Hamilton      | Mercedes             | 1:37,171  | +0,454    | 20         |
| 3        | Mark Webber         | Red Bull-Renault     | 1:37,658  | +0,941    | 21         |
| 4        | Sebastian Vettel    | Red Bull-Renault     | 1:37,942  | +1,225    | 20         |
| 5        | Fernando Alonso     | Ferrari              | 1:37,965  | +1,248    | 17         |
| 6        | Jenson Button       | McLaren-Mercedes     | 1:38,069  | +1,352    | 24         |
| 7        | Felipe Massa        | Ferrari              | 1:38,095  | +1,378    | 14         |
| 8        | Adrian Sutil        | Force India-Mercedes | 1:38,125  | +1,408    | 21         |
| 9        | Romain Grosjean     | Lotus-Renault        | 1:38,398  | +1,681    | 17         |
| 10       | Paul di Resta       | Force India-Mercedes | 1:38,561  | +1,844    | 15         |
| 11       | Kimi Räikkönen      | Lotus-Renault        | 1:38,790  | +2,073    | 16         |
| 12       | Jean-Éric Vergne    | Toro Rosso-Ferrari   | 1:39,057  | +2,340    | 19         |
| 13       | Pastor Maldonado    | Williams-Renault     | 1:39,158  | +2,441    | 22         |
| 14       | Nico Hülkenberg     | Sauber-Ferrari       | 1:39,180  | +2,463    | 21         |
| 15       | Daniel Ricciardo    | Toro Rosso-Ferrari   | 1:39,336  | +2,619    | 19         |
| 16       | Sergio Pérez        | McLaren-Mercedes     | 1:39,360  | +2,643    | 20         |
| 17       | Valtteri Bottas     | Williams-Renault     | 1:39,392  | +2,675    | 21         |
| 18       | Esteban Gutiérrez   | Sauber-Ferrari       | 1:40,032  | +3,315    | 22         |
| 19       | Jules Bianchi       | Marussia-Cosworth    | 1:41,966  | +5,249    | 16         |
| 20       | Max Chilton         | Marussia-Cosworth    | 1:42,056  | +5,339    | 18         |
| 21       | Giedo van der Garde | Caterham-Renault     | 1:42,083  | +5,366    | 21         |
| 22       | Ma Csing-hua        | Caterham-Renault     | 1:43,545  | +6,828    | 20         |

### Második szabadedzés
A kínai nagydíj második szabadedzését április 12-én, pénteken délután futották.
| helyezés | versenyző           | csapat/motor         | elért idő | különbség | futott kör |
| -------- | ------------------- | -------------------- | --------- | --------- | ---------- |
| 1        | Felipe Massa        | Ferrari              | 1:35,340  | -         | 32         |
| 2        | Kimi Räikkönen      | Lotus-Renault        | 1:35,492  | +0,152    | 32         |
| 3        | Fernando Alonso     | Ferrari              | 1:35,755  | +0,415    | 30         |
| 4        | Nico Rosberg        | Mercedes             | 1:35,819  | +0,479    | 35         |
| 5        | Mark Webber         | Red Bull-Renault     | 1:36,092  | +0,752    | 31         |
| 6        | Jenson Button       | McLaren-Mercedes     | 1:36,432  | +1,092    | 29         |
| 7        | Lewis Hamilton      | Mercedes             | 1:36,496  | +1,156    | 39         |
| 8        | Adrian Sutil        | Force India-Mercedes | 1:36,514  | +1,174    | 32         |
| 9        | Paul di Resta       | Force India-Mercedes | 1:36,595  | +1,255    | 33         |
| 10       | Sebastian Vettel    | Red Bull-Renault     | 1:36,791  | +1,451    | 27         |
| 11       | Sergio Pérez        | McLaren-Mercedes     | 1:36,940  | +1,600    | 16         |
| 12       | Romain Grosjean     | Lotus-Renault        | 1:36,963  | +1,623    | 31         |
| 13       | Esteban Gutiérrez   | Sauber-Ferrari       | 1:37,103  | +1,763    | 22         |
| 14       | Daniel Ricciardo    | Toro Rosso-Ferrari   | 1:37,206  | +1,866    | 39         |
| 15       | Jean-Éric Vergne    | Toro Rosso-Ferrari   | 1:38,127  | +2,787    | 34         |
| 16       | Valtteri Bottas     | Williams-Renault     | 1:38,185  | +2,845    | 18         |
| 17       | Nico Hülkenberg     | Sauber-Ferrari       | 1:38,211  | +2,871    | 32         |
| 18       | Pastor Maldonado    | Williams-Renault     | 1:38,276  | +2,936    | 34         |
| 19       | Jules Bianchi       | Marussia-Cosworth    | 1:38,725  | +3,385    | 29         |
| 20       | Giedo van der Garde | Caterham-Renault     | 1:39,271  | +3,931    | 21         |
| 21       | Charles Pic         | Caterham-Renault     | 1:39,814  | +4,474    | 27         |
| 22       | Max Chilton         | Marussia-Cosworth    | 1:43,227  | +7,887    | 5          |

### Harmadik szabadedzés
A kínai nagydíj harmadik szabadedzését április 13-án, szombaton délelőtt tartották.
| helyezés | versenyző           | csapat/motor         | elért idő | különbség | futott kör |
| -------- | ------------------- | -------------------- | --------- | --------- | ---------- |
| 1        | Fernando Alonso     | Ferrari              | 1:35,391  | -         | 13         |
| 2        | Felipe Massa        | Ferrari              | 1:36,013  | +0,622    | 11         |
| 3        | Lewis Hamilton      | Mercedes             | 1:36,065  | +0,674    | 18         |
| 4        | Sebastian Vettel    | Red Bull-Renault     | 1:36,286  | +0,895    | 17         |
| 5        | Mark Webber         | Red Bull-Renault     | 1:36,420  | +1,029    | 15         |
| 6        | Adrian Sutil        | Force India-Mercedes | 1:36,549  | +1,158    | 16         |
| 7        | Kimi Räikkönen      | Lotus-Renault        | 1:36,605  | +1,214    | 16         |
| 8        | Jenson Button       | McLaren-Mercedes     | 1:36,693  | +1,302    | 16         |
| 9        | Sergio Pérez        | McLaren-Mercedes     | 1:36,777  | +1,386    | 16         |
| 10       | Nico Hülkenberg     | Sauber-Ferrari       | 1:36,853  | +1,462    | 15         |
| 11       | Jean-Éric Vergne    | Toro Rosso-Ferrari   | 1:37,072  | +1,681    | 15         |
| 12       | Daniel Ricciardo    | Toro Rosso-Ferrari   | 1:37,205  | +1,814    | 18         |
| 13       | Pastor Maldonado    | Williams-Renault     | 1:37,300  | +1,909    | 11         |
| 14       | Nico Rosberg        | Mercedes             | 1:37,349  | +1,958    | 12         |
| 15       | Valtteri Bottas     | Williams-Renault     | 1:37,457  | +2,066    | 16         |
| 16       | Paul di Resta       | Force India-Mercedes | 1:37,487  | +2,096    | 13         |
| 17       | Esteban Gutiérrez   | Sauber-Ferrari       | 1:37,740  | +2,349    | 20         |
| 18       | Romain Grosjean     | Lotus-Renault        | 1:37,813  | +2,422    | 16         |
| 19       | Jules Bianchi       | Marussia-Cosworth    | 1:38,496  | +3,105    | 17         |
| 20       | Charles Pic         | Caterham-Renault     | 1:38,821  | +3,430    | 18         |
| 21       | Max Chilton         | Marussia-Cosworth    | 1:39,627  | +4,236    | 16         |
| 22       | Giedo van der Garde | Caterham-Renault     | 1:39,652  | +4,261    | 18         |

## Időmérő edzés
A kínai nagydíj időmérő edzését április 13-án, szombaton futották.
| helyezés              | rajtszám | versenyző           | csapat/motor         | 1. rész  | 2. rész  | 3. rész    | rajthely |
| --------------------- | -------- | ------------------- | -------------------- | -------- | -------- | ---------- | -------- |
| 1                     | 10       | Lewis Hamilton      | Mercedes             | 1:35,793 | 1:35,078 | 1:34,484   | 1        |
| 2                     | 7        | Kimi Räikkönen      | Lotus-Renault        | 1:37,046 | 1:35,659 | 1:34,761   | 2        |
| 3                     | 3        | Fernando Alonso     | Ferrari              | 1:36,253 | 1:35,148 | 1:34,788   | 3        |
| 4                     | 9        | Nico Rosberg        | Mercedes             | 1:35,959 | 1:35,537 | 1:34,861   | 4        |
| 5                     | 2        | Felipe Massa        | Ferrari              | 1:35,972 | 1:35,403 | 1:34,933   | 5        |
| 6                     | 8        | Romain Grosjean     | Lotus-Renault        | 1:36,929 | 1:36,065 | 1:35,364   | 6        |
| 7                     | 19       | Daniel Ricciardo    | Toro Rosso-Ferrari   | 1:36,993 | 1:36,258 | 1:35,998   | 7        |
| 8                     | 5        | Jenson Button       | McLaren-Mercedes     | 1:36,667 | 1:35,784 | 2:05,673   | 8        |
| 9                     | 1        | Sebastian Vettel    | Red Bull-Renault     | 1:36,537 | 1:35,343 | idő nélkül | 9        |
| 10                    | 11       | Nico Hülkenberg     | Sauber-Ferrari       | 1:36,985 | 1:36,261 | idő nélkül | 10       |
| 11                    | 15       | Paul di Resta       | Force India-Mercedes | 1:37,478 | 1:36,287 |            | 11       |
| 12                    | 6        | Sergio Pérez        | McLaren-Mercedes     | 1:36,952 | 1:36,314 |            | 12       |
| 13                    | 15       | Adrian Sutil        | Force India-Mercedes | 1:37,349 | 1:36,405 |            | 13       |
| kiz                   | 2        | Mark Webber         | Red Bull-Renault     | 1:36,148 | 1:36,679 |            | 22 [1]   |
| 15                    | 16       | Pastor Maldonado    | Williams-Renault     | 1:37,281 | 1:37,139 |            | 14       |
| 16                    | 18       | Jean-Éric Vergne    | Toro Rosso-Ferrari   | 1:37,508 | 1:37,199 |            | 15       |
| 17                    | 17       | Valtteri Bottas     | Williams-Renault     | 1:37,769 |          |            | 16       |
| 18                    | 12       | Esteban Gutiérrez   | Sauber-Ferrari       | 1:37,990 |          |            | 17       |
| 19                    | 22       | Jules Bianchi       | Marussia-Cosworth    | 1:38,780 |          |            | 18       |
| 20                    | 23       | Max Chilton         | Marussia-Cosworth    | 1:39,537 |          |            | 19       |
| 21                    | 20       | Charles Pic         | Caterham-Renault     | 1:39,614 |          |            | 20       |
| 22                    | 21       | Giedo van der Garde | Caterham-Renault     | 1:39,660 |          |            | 21       |
| 107%-os idő: 1:42,498 |          |                     |                      |          |          |            |          |

Megjegyzés
- ↑ 1:  Mark Webbert a rajtrács végére sorolták, mert a Q2-ben történt leállása után az autójában nem maradt elegendő mennyiségű üzemanyag a mintavételhez.[1]

## Futam
A kínai nagydíj futama április 14-én, vasárnap rajtolt.
| helyezés | rajtszám | versenyző           | csapat/motor         | futott kör | idő/kiesés oka   | rajthely | pont |
| -------- | -------- | ------------------- | -------------------- | ---------- | ---------------- | -------- | ---- |
| 1        | 3        | Fernando Alonso     | Ferrari              | 56         | 1:36:26,945      | 3        | 25   |
| 2        | 7        | Kimi Räikkönen      | Lotus-Renault        | 56         | +10,168          | 2        | 18   |
| 3        | 10       | Lewis Hamilton      | Mercedes             | 56         | +12,322          | 1        | 15   |
| 4        | 1        | Sebastian Vettel    | Red Bull-Renault     | 56         | +12,525          | 9        | 12   |
| 5        | 5        | Jenson Button       | McLaren-Mercedes     | 56         | +35,285          | 8        | 10   |
| 6        | 4        | Felipe Massa        | Ferrari              | 56         | +40,827          | 5        | 8    |
| 7        | 19       | Daniel Ricciardo    | Toro Rosso-Ferrari   | 56         | +42,691          | 7        | 6    |
| 8        | 14       | Paul di Resta       | Force India-Mercedes | 56         | +51,084          | 11       | 4    |
| 9        | 8        | Romain Grosjean     | Lotus-Renault        | 56         | +53,423          | 6        | 2    |
| 10       | 11       | Nico Hülkenberg     | Sauber-Ferrari       | 56         | +56,598          | 10       | 1    |
| 11       | 6        | Sergio Pérez        | McLaren-Mercedes     | 56         | +1:03,860        | 12       |      |
| 12       | 18       | Jean-Éric Vergne    | Toro Rosso-Ferrari   | 56         | +1:12,604        | 15       |      |
| 13       | 17       | Valtteri Bottas     | Williams-Renault     | 56         | +1:33,861        | 16       |      |
| 14       | 16       | Pastor Maldonado    | Williams-Renault     | 56         | +1:35,453        | 14       |      |
| 15       | 22       | Jules Bianchi       | Marussia-Cosworth    | 55         | +1 kör           | 18       |      |
| 16       | 20       | Charles Pic         | Caterham-Renault     | 55         | +1 kör           | 20       |      |
| 17       | 23       | Max Chilton         | Marussia-Cosworth    | 55         | +1 kör           | 19       |      |
| 18       | 21       | Giedo van der Garde | Caterham-Renault     | 55         | +1 kör           | 21       |      |
| ki       | 9        | Nico Rosberg        | Mercedes             | 21         | felfüggesztés    | 4        |      |
| ki       | 2        | Mark Webber         | Red Bull-Renault     | 15         | kerék            | boxutca  |      |
| ki       | 15       | Adrian Sutil        | Force India-Mercedes | 5          | baleseti sérülés | 13       |      |
| ki       | 12       | Esteban Gutiérrez   | Sauber-Ferrari       | 4          | baleset          | 17       |      |

## A világbajnokság állása a verseny után
| H   | Versenyzők       | Pont | H   | Konstruktőrök        | Pont |
| --- | ---------------- | ---- | --- | -------------------- | ---- |
| 1.  | Sebastian Vettel | 52   | 1.  | Red Bull-Renault     | 78   |
| 2.  | Kimi Räikkönen   | 49   | 2.  | Ferrari              | 73   |
| 3.  | Fernando Alonso  | 43   | 3.  | Lotus-Renault        | 60   |
| 4.  | Lewis Hamilton   | 40   | 4.  | Mercedes             | 52   |
| 5.  | Felipe Massa     | 30   | 5.  | McLaren-Mercedes     | 14   |
| 6.  | Mark Webber      | 26   | 6.  | Force India-Mercedes | 14   |
| 7.  | Nico Rosberg     | 12   | 7.  | Toro Rosso-Ferrari   | 7    |
| 8.  | Jenson Button    | 12   | 8.  | Sauber-Ferrari       | 5    |
| 9.  | Romain Grosjean  | 11   | 9.  | Williams-Renault     | 0    |
| 10. | Paul di Resta    | 8    | 10. | Marussia-Cosworth    | 0    |

(A teljes táblázat)

## Statisztikák
- Vezető helyen:
  - Lewis Hamilton : 4 kör (1-4)
  - Fernando Alonso : 31 kör (5 / 21-23 / 29-41 / 43-56)
  - Felipe Massa : 1 kör (6)
  - Nico Hülkenberg : 8 kör (7-14)
  - Jenson Button : 6 kör (15-20)
  - Sebastian Vettel : 6 kör (24-28 / 42)
- Fernando Alonso 31. győzelme.
- Lewis Hamilton 27. pole-pozíciója.
- A Ferrari 220. győzelme.
- Sebastian Vettel 16. leggyorsabb köre.
- Fernando Alonso 88., Kimi Räikkönen 71., Lewis Hamilton 51. dobogós helyezése.